# Briefmarkenautomat

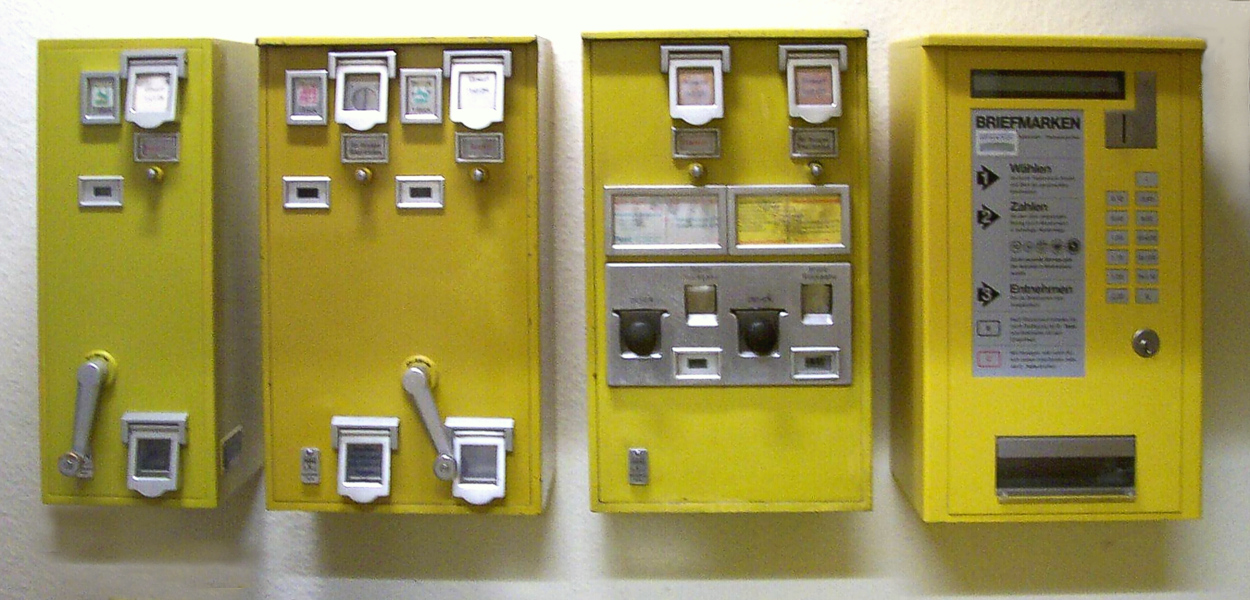
Briefmarkenautomaten der Deutschen Bundespost
Von links nach rechts: Die ersten beiden mit Drehkurbel für Rollenmarken, der dritte Automat zum Ziehen von Briefmarkenheftchen und der vierte für moderne Automatenbriefmarken

Briefmarkenautomaten, auch Postwertzeichen-Automat oder Postwertzeichengeber genannt, dienen dem automatisierten Verkauf von Briefmarken – teilweise sogar von Postkarten – und sind im Regelfall an der Außenseite von Postfilialen angebracht oder an stark frequentierten Plätzen.

## Geschichte
Als einer der Erfinder gilt der Neuseeländer Robert Dickie. Der erste Briefmarkenautomat stand 1893 am Hauptpostamt Londons.
Während anfänglich Rollenmarken oder Markenheftchen ausgegeben wurden (diese Form wurde amtlich als Heftchengeber bezeichnet), sind seit den 1990er Jahren spezielle Automatenmarken im Einsatz, die direkt im Automaten bedruckt werden. Von diesen gab es 1997 weltweit um die 15.000 elektronische Briefmarkendrucker, davon standen allein in Deutschland, Frankreich, Schweiz und Spanien 13.000 Stück. Zwischen 1994 und 1997 ist die Anzahl der Postverwaltungen, die Automatenbriefmarken herausgeben, von 41 auf 49 gestiegen. Briefmarkenautomaten geben kein Wechselgeld heraus, sondern drucken Briefmarken mit dem Restbetrag.
Um die Jahrhundertwende entwickelte der Erfinder und Konstrukteur Willy Abel für die Reichspost die ersten Briefmarken-Automaten. Der erste Wertzeichengeber der Reichspost zum Verkauf von Freimarken von 5 und 10 Pfennig wurde Ende 1901 in Berlin beim Postamt 66 (Mauerstraße 69–75) aufgestellt.
Rein mechanisch arbeitende Automaten zur Ausgabe von Dauermarken gibt es in Österreich seit 1908.
Im Jahr 1911 wurden in der Schweiz die ersten Briefmarkenautomaten aufgestellt. Mit zehn Rappen konnten Briefmarken für das gängigste Briefporto gekauft werden.

## Länderspezifika

### Deutschland

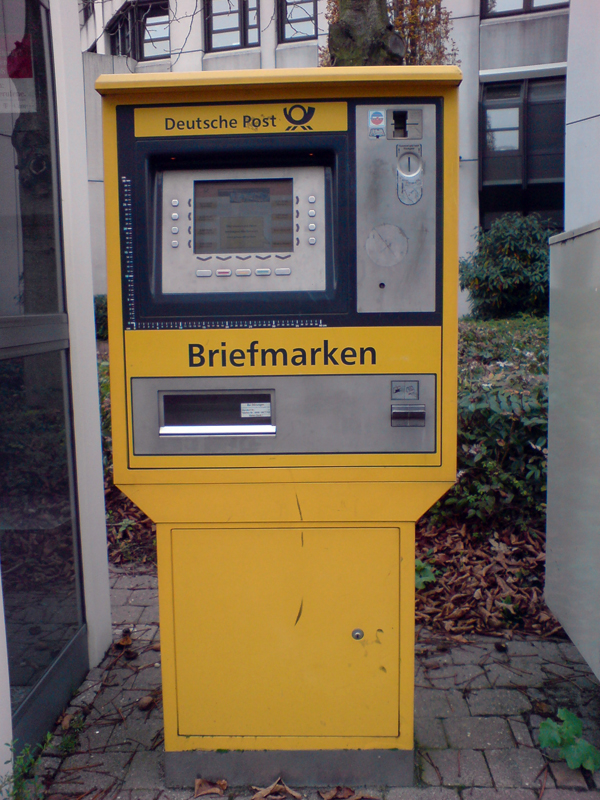
Briefmarkenautomat der Deutschen Post AG

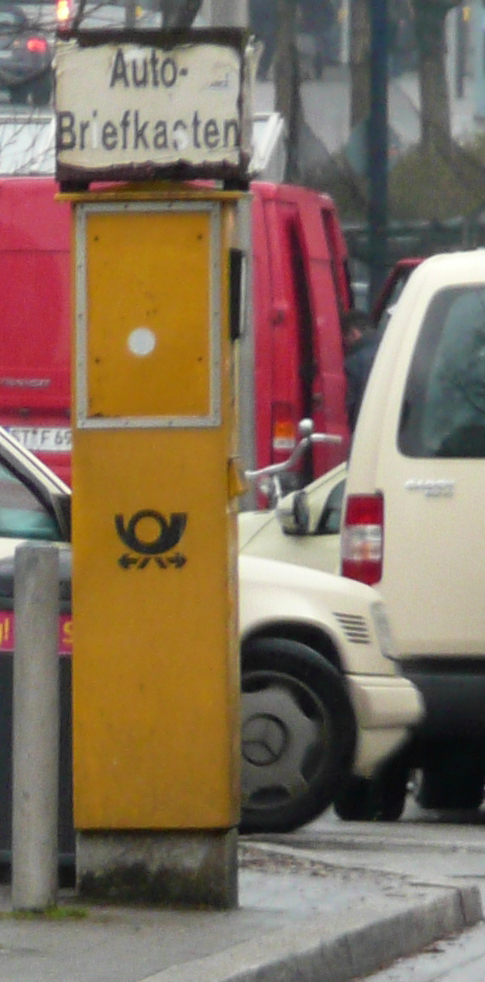
Auto-Briefkasten, der obere Teil (hier innerhalb des grauen Rahmens) konnte mit einem Wertzeichengeber bestückt werden oder wurde von der Postreklame vermarktet

Im Jahr 2019 betrieb die Deutsche Post AG ca. 1200 Briefmarkenautomaten. An diesen können Marken zum Versenden von Briefen, Postkarten sowie Bücher- und Warensendungen erworben werden. Diese geben bei nicht centgenauer Münzzahlung keine Münzen, sondern Briefmarken des entsprechenden Betrages als „Rückgeld“ heraus. Ein Geldverlust für den Kunden besteht jedoch nicht, da an den Briefmarkenautomaten auch Marken mit frei wählbarem Wert erwerbbar sind, zu welchen die als Wechselgeld ausgegebenen Briefmarken ergänzt werden können. Die ursprünglich mögliche Bezahlung per GeldKarte ist aufgrund mangelnder Nachfrage seit Januar 2015 nicht mehr möglich.
Briefmarkenautomaten gehören zu den wenigen Automaten in Deutschland, die sämtliche Euro- und Cent-Münzen akzeptieren (also auch 1-Cent-Stücke). Pro Bezahlvorgang werden maximal 15 Münzen angenommen. Der teuerste Wert, der an dem nebenan abgebildeten Automaten gezogen werden kann, ist eine Marke zu 36,75 Euro. Die Automaten enthalten zwei Briefmarkenrollen mit jeweils 2000 Blankomarken. Jede fünfte Marke hat auf der Rückseite eine aufgebrachte Zahl (2000 bis 0005) in absteigender Reihenfolge.

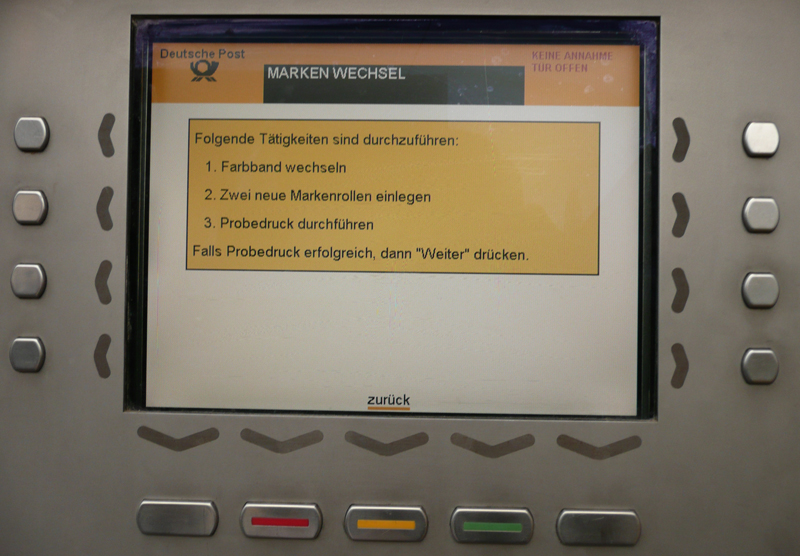
Bildschirminformation während des Rollenwechsels
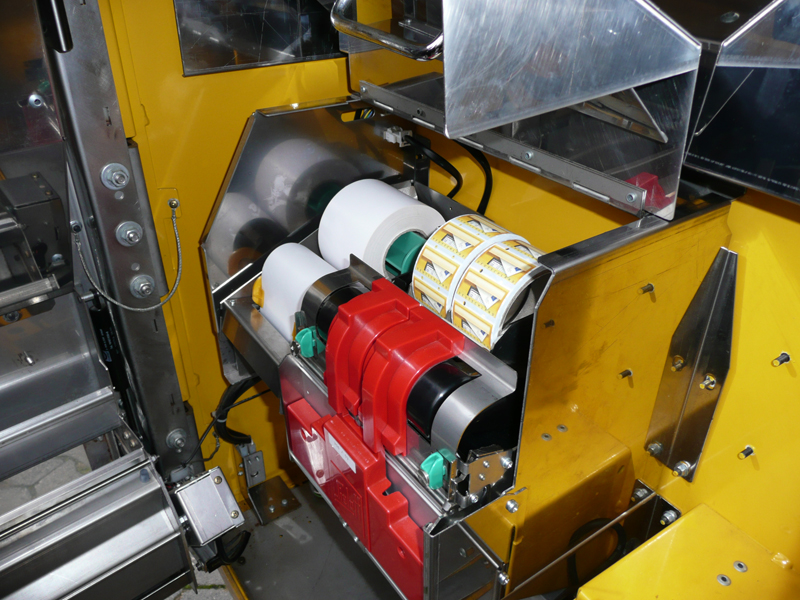
Weiße Quittungsrolle und zwei ATM-Rollen
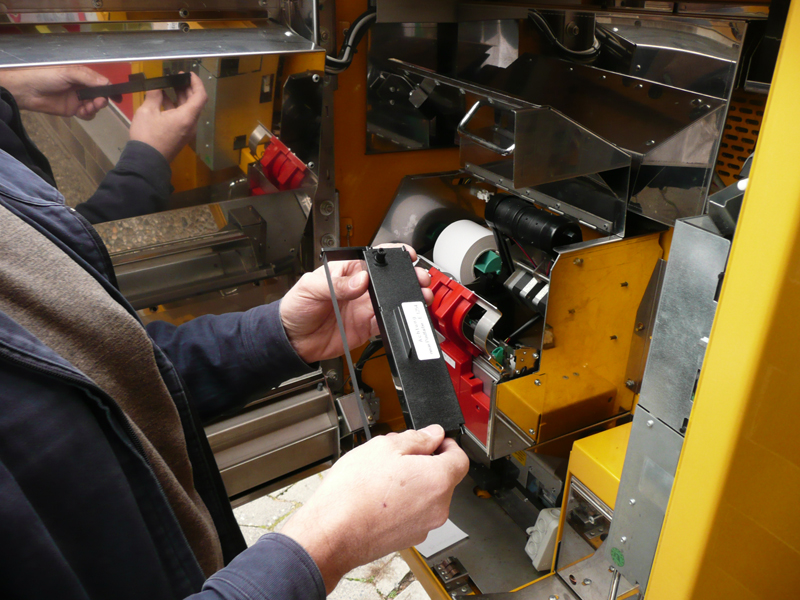
Einsetzen des Farbbandes
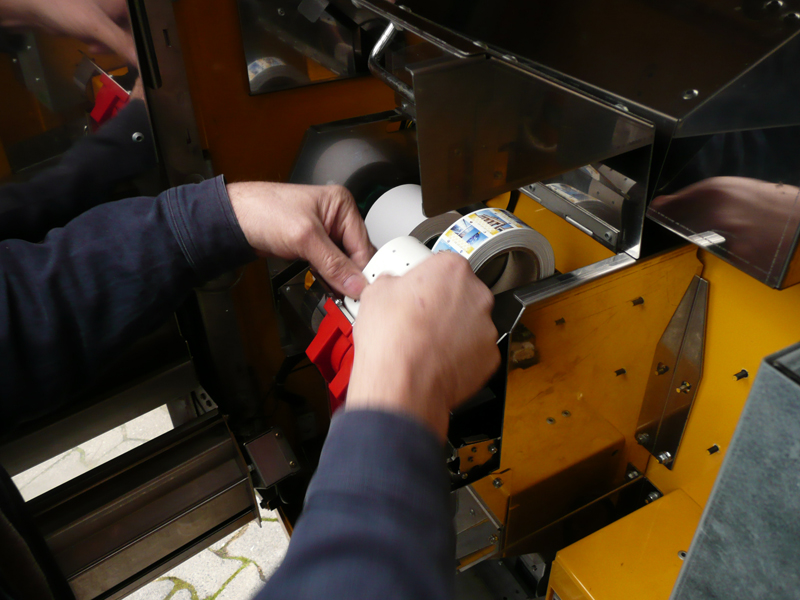
Einsetzen der neuen ATM-Rollen
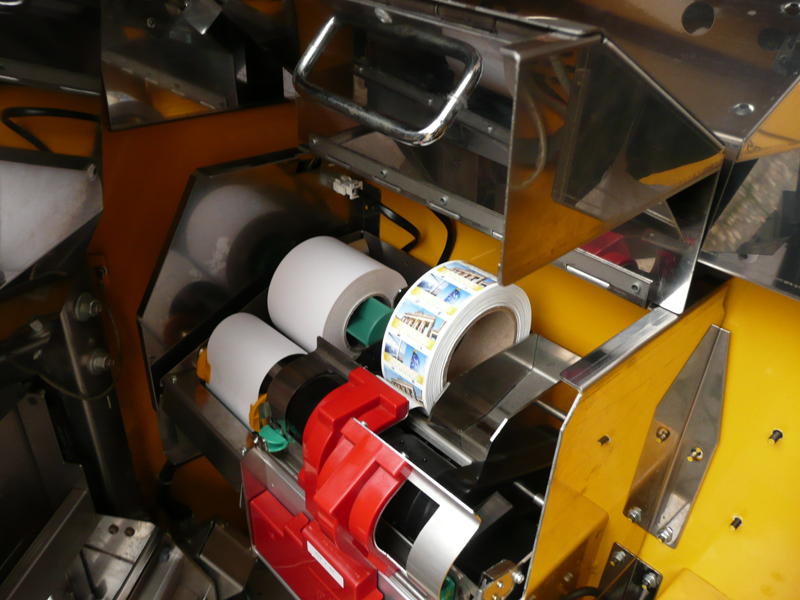
Weiße Quittungsrolle und eine von zwei ATM-Rollen
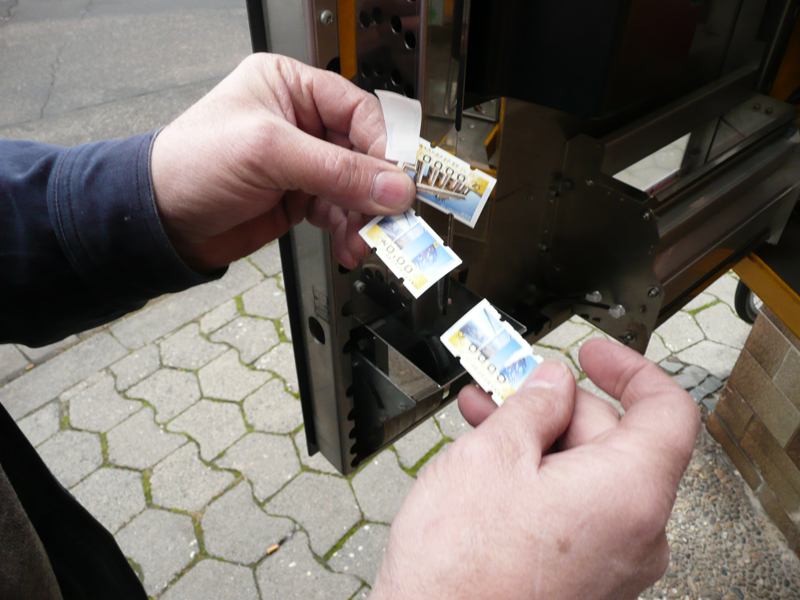
Überprüfung des Drucktests

Aufgrund der ständig geringer werdenden Nutzung dieser Automaten wegen der zunehmenden Nutzung digitaler Kommunikationswege sowie wegen steigender Reparatur- und Wartungskosten ist der Einsatz in Deutschland rückläufig: ihre „Zeit läuft ab“. Während es 1984 nach Angaben der Deutsche Bundespost noch 28.038 und 1987 fast 30.000 Automatenstandorte gab, sind es infolge eines stetigen Rückgangs von ca. 6000 Automaten zur Eurobargeldeinführung 2002 nur noch rund 1200 Automaten im Jahr 2019. Laut der Pressesprecherin der Deutschen Post wurde „die Nutzung und Auslastung der Geräte überprüft. Dabei wurde festgestellt, dass an vielen Standorten die Nutzung erheblich zurückgegangen ist“. Geräte sind meist nur noch in oder vor größeren Postfilialen aufgestellt, wo der Einkauf außerhalb der Öffnungszeiten ermöglicht werden soll. Ende 2022 kündigte die Deutsche Post schließlich an, die Automaten endgültig auslaufen zu lassen, indem defekte Geräte künftig nicht mehr repariert oder durch neue ersetzt, sondern abgebaut würden. Am 31. Dezember 2024 bekamen die letzten verbliebenen Automaten schließlich nicht mehr das neue Portoupdate zur Entgelterhöhung, sondern wurden außer Betrieb genommen und werden nach und nach abgebaut. Teilweise werden die abgebauten Geräte durch Poststationen ersetzt, an denen neben Briefmarken auch Paketmarken und weitere Postdienstleistungen wie Einschreiben oder Nachsende- und Lagerservices erworben werden können. Hierbei ist die Zahlung jedoch ausschließlich bargeldlos möglich.

### Österreich

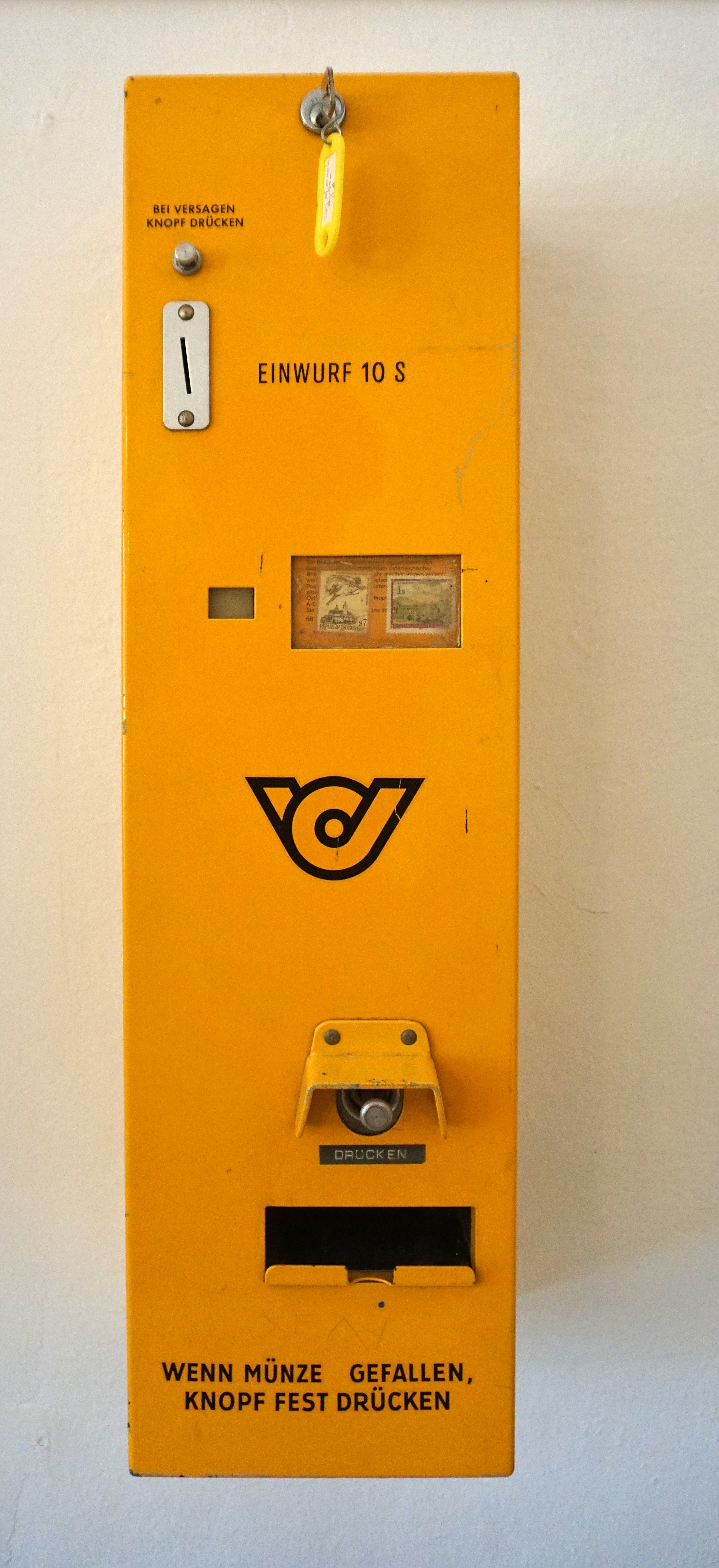
Briefmarkenautomat in Österreich

Neben den Automaten können Briefmarken in Trafiken erworben werden, so war der Bedarf für Automaten geringer als beispielsweise in Deutschland. Briefmarkenautomaten (Hersteller: Theodor Braun, Automatenbau, Wien) wurden im Zuge der Euro-Umstellung ausgemustert.
Es gab drei Typen Briefmarkenautomaten:
- Rollenmarkenautomaten: es gab seit mehreren Jahrzehnten keine neuen Rollenmarkengeräte, so sind diese 2002 fast alle bereits abgebaut.
- „Täschchenautomaten“ gaben Kunststofftäschchen mit eingelegten losen Briefmarken im Wert von etwa 10 Schilling, die schlecht angenommen wurden.
- Frama-Münzwertzeichendrucker: fanden das Interesse von Philatelisten, waren aber störanfällig und manchmal monatelang außer Betrieb.

Neuere Automaten für Automatenmarken stehen in der Postfiliale 1010 Wien (Fleischmarkt 19), Sonderpostamt 1210 Wien (Steinheilgasse 1), sowie bei „Phila Punkten“ an 76 Standorten.

### Schweiz

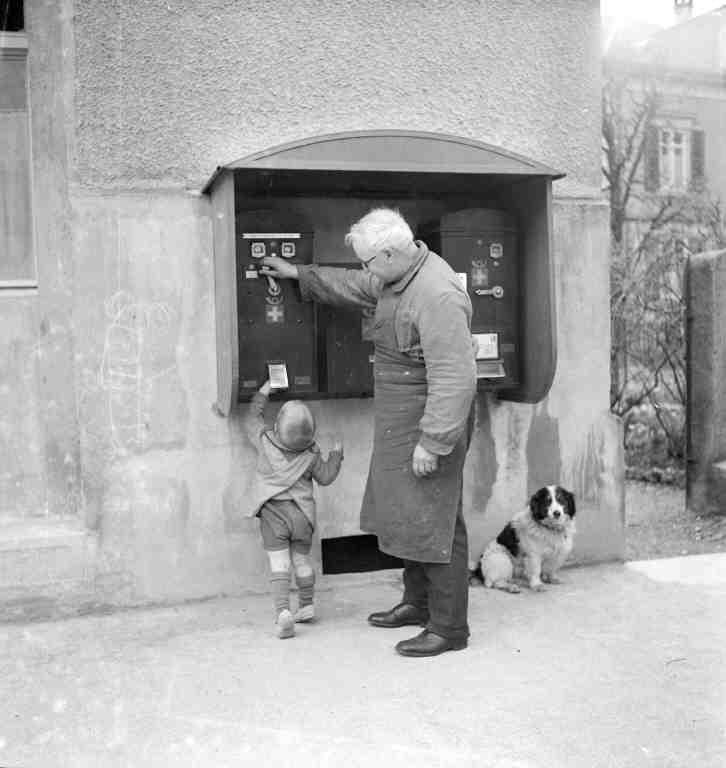
Briefmarkenautomat in der Schweiz (1933)

Am 9. August 1976 führte die Schweiz Automatenbriefmarken ein. Zum Höhepunkt waren über 700 Automaten aufgestellt. Indem die Zahl der Automaten schrittweise abgebaut wurde, verminderte sich der mit der mechanisierten Markenausgabe erzielte Umsatz. Letzteres hob die Schweizerische Post bei der endgültigen Abschaffung der Dienstleistung im Mai 2011 als entscheidendes Argument heraus. Weitere Ursachen für den Entscheid waren neue Verteilungskanäle (Webstamp) und ein befürchteter Mangel an Ersatzteilen für die „Technik aus den 1970er Jahren“. 2013 wurde als Ergänzung zu Webstamp die Probephase mit der SMS-Briefmarke gestartet, welche wiederum auf den 1. September 2014 definitiv eingeführt wurde.

## Siehe auch

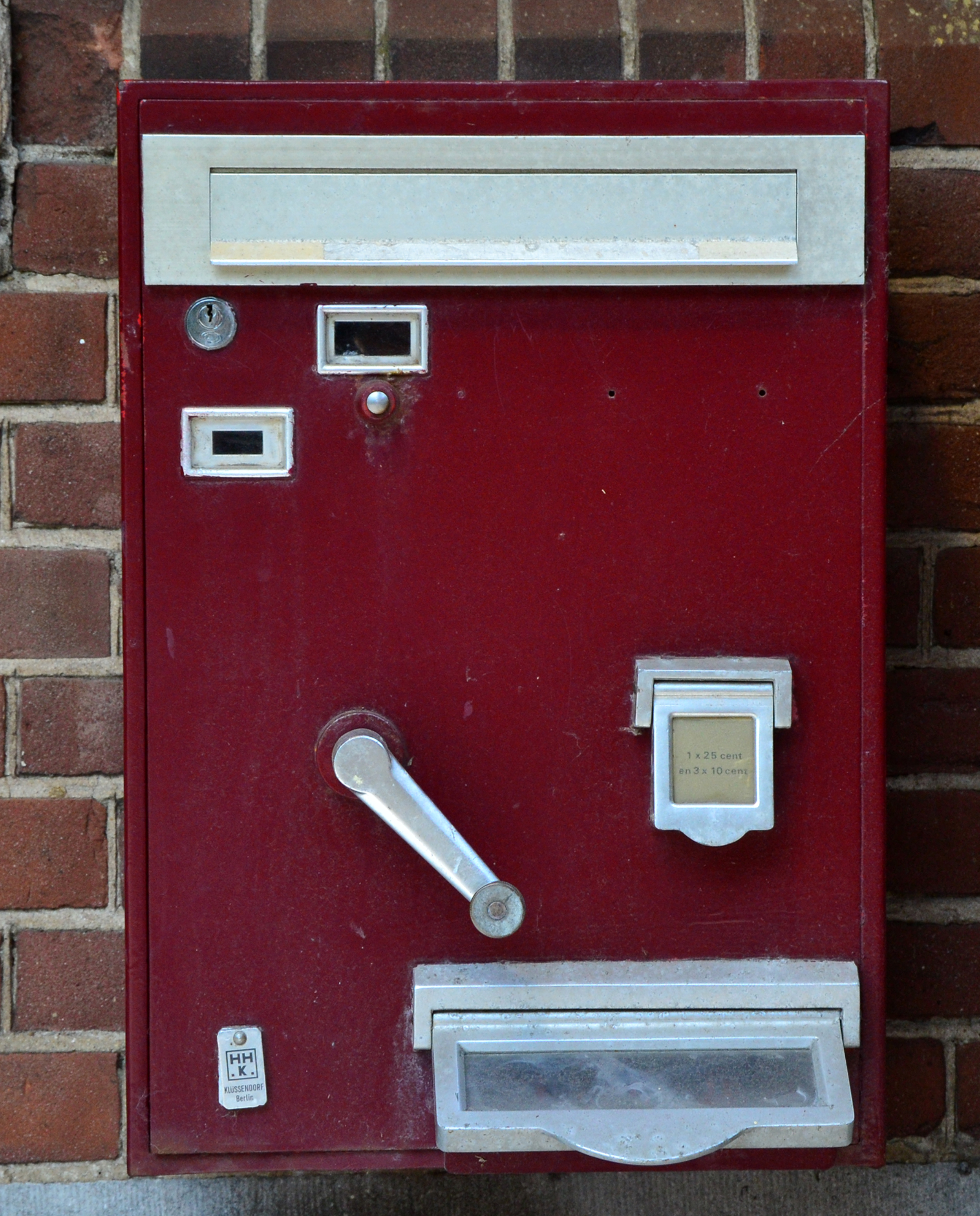
Historischer Automat für Postkarten. Wurde zu einem Briefkasten umgebaut und in den Niederlanden verwendet
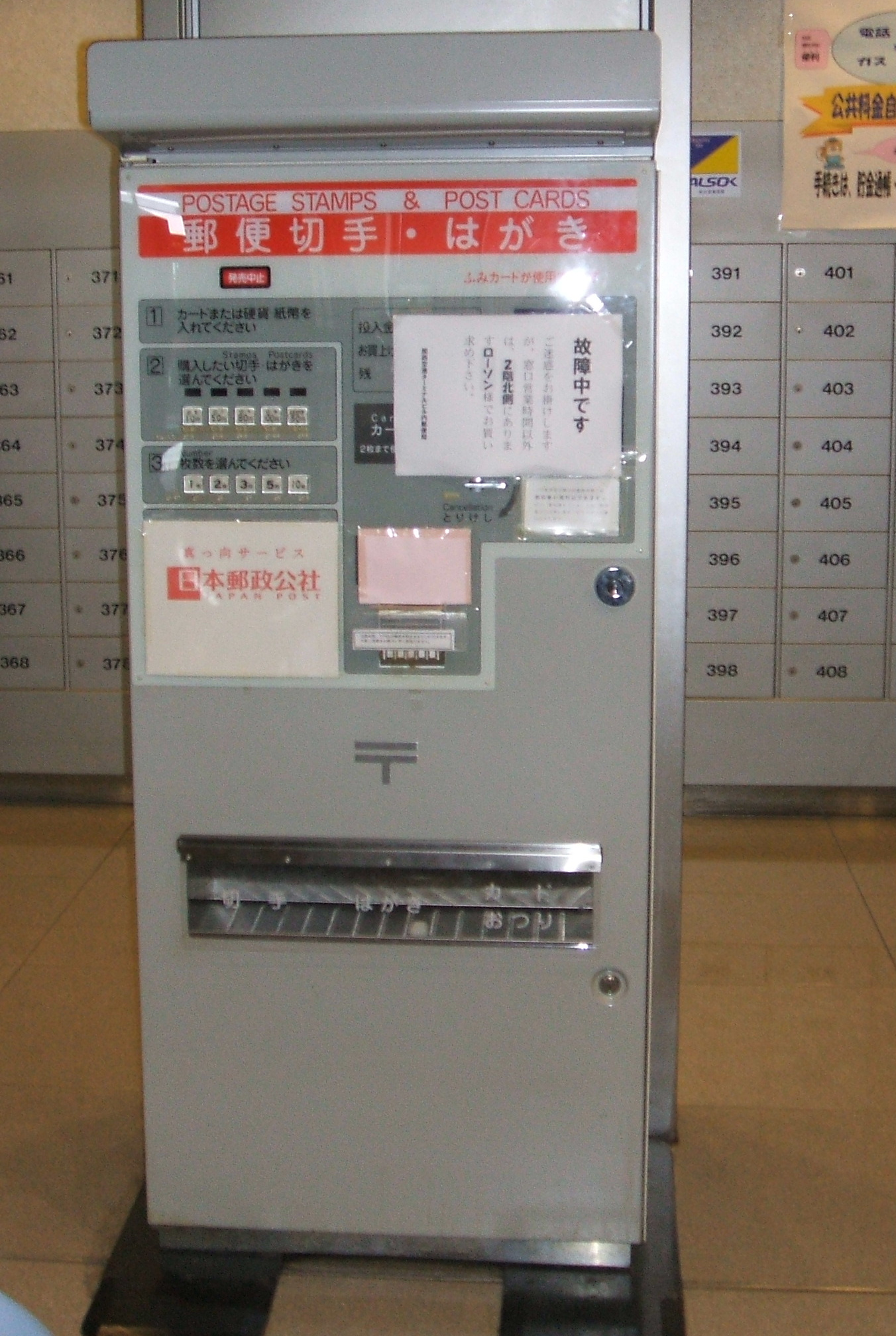
Briefmarkenautomat in Japan
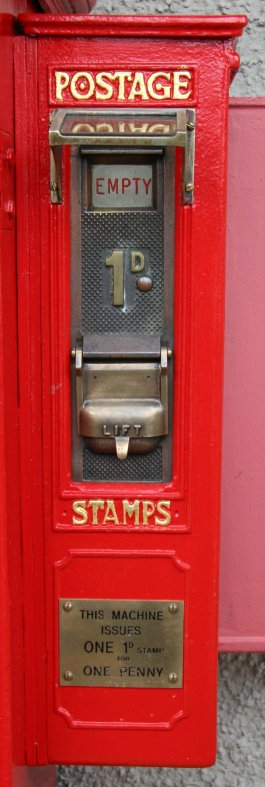
Britischer Briefmarkenautomat aus der Zeit vor 1971